# ショートニング
ショートニング (英語: Shortening) は、主として植物油を原料とした、常温で半固形状（クリーム状）の、食用油脂である。マーガリンから水分と添加物を除いて純度の高い油脂にしたものと考えてよい。パンや焼き菓子の製造などにバターやラードの代用として利用される。無味無臭で、製菓に使用すると、さっくりと焼き上がる。揚げ油に使用すると、衣がパリッと仕上がる。

## 製造・用途
液状の植物油を固形状にするため、水素添加を行い不飽和脂肪酸の二重結合部分を飽和させることで工業的に生産される。もともとは、ラードの代用品として考えられた製品である。工業的に生産されるため品質のばらつきが無く、利用目的に合わせた自由な物性を作り出すことが可能で、安価であることから多くの加工食品に利用されている。

## トランス脂肪酸
マーガリンなど、水素添加を行う食用油脂全般に起きることであるが、脂肪酸が一部トランス化し、トランス脂肪酸が生成される。このトランス脂肪酸は自然界にも存在するが、多量摂取すると心臓疾患・アレルギーを中心とする様々な健康被害を引き起こす可能性が指摘されており、食品への使用を規制する国も存在する。日本では一人当たりの平均摂取量がWHOの示す基準未満であることから、通常の食生活では健康への影響は小さいとして規制されていない。